# テプルシカ

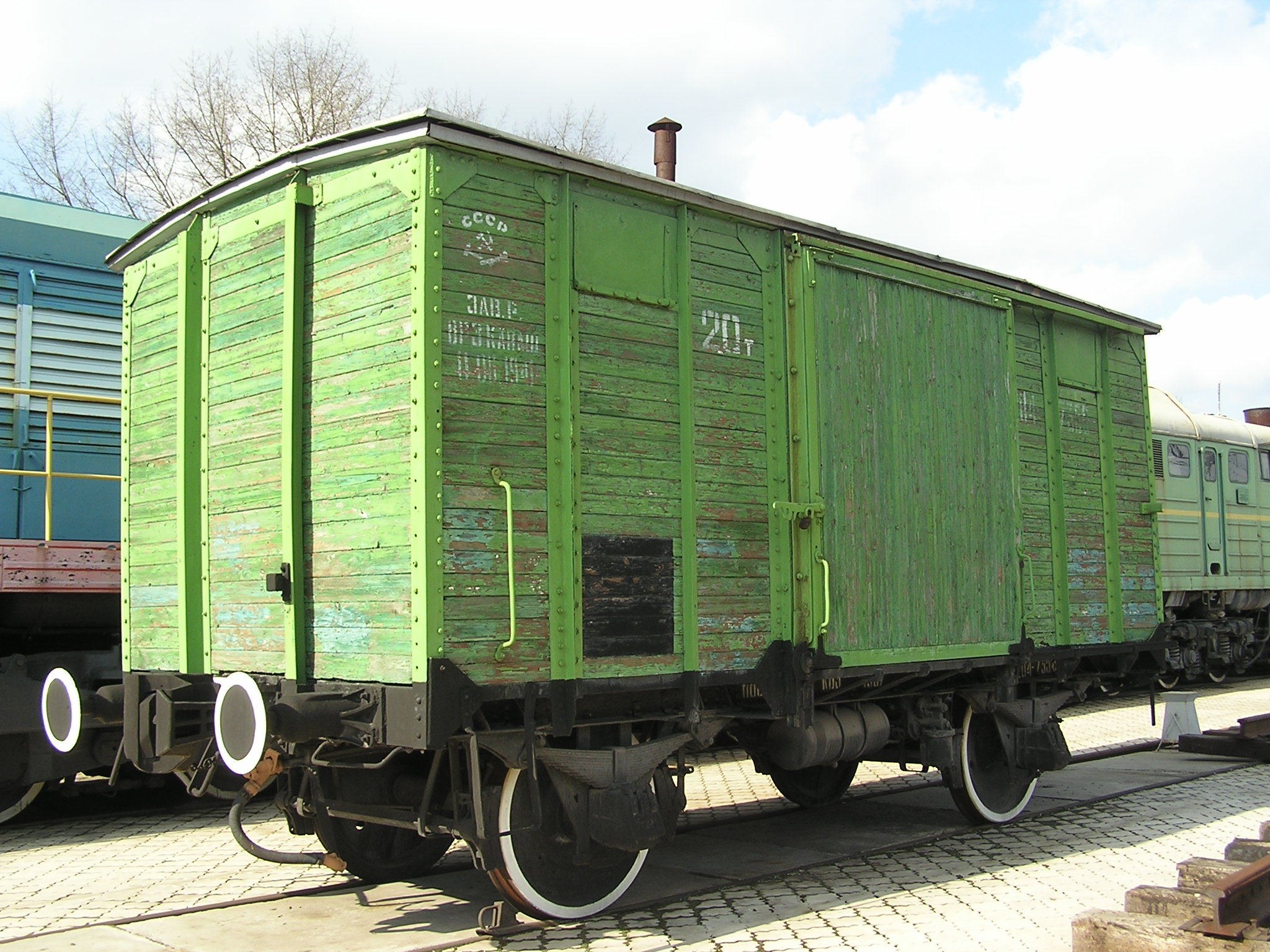
標準型有蓋車（NTV）

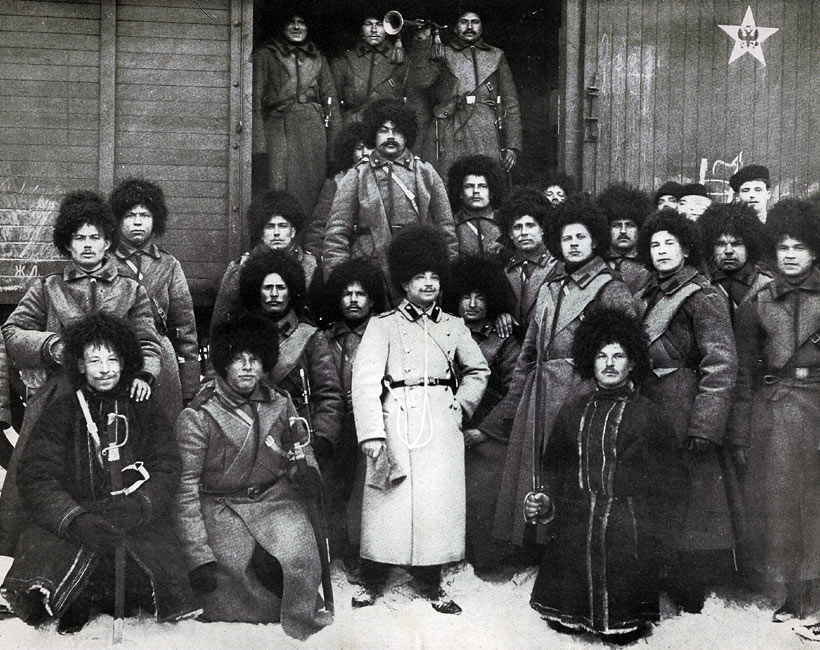
1904年冬、ガッチナから満州の日露戦線へ軍用列車で出発する前の第23砲兵旅団。整列した砲兵の後ろの貨車には鷲のついた五芒星が描かれている。ヴィクトル・ブラ撮影。

テプルシカ（ロシア語：Теплушка）とは、標準型有蓋車（NTV）のうち、主に軍の兵員や軍馬の輸送用として改造された車両である。 

## 歴史
ロシアの鉄道における有蓋車の基幹形式であったNTVは、緊急時における軍隊の移動のための迅速な改造が想定されていた。この改造では、車内には2段または3段の寝台が装備され、必要に応じてフェルト製の断熱材が取り付けられ、床が2層になり隙間におがくずが詰め込まれた。また、側面にはガラス窓が取り付けられ、ドアも断熱され、車内中央部には金属製の石炭ストーブが設置された。動物の輸送のために、半室あたり4つのストール（囲い枠）が設けられることもあった。多くの場合、時間や資材の不足によって貨車の改造は計画通りに施工されなかった。NTV改造のテプルシカの標準的な容量は、最大40人、または8頭の馬、または20人と4頭の馬であった。
テプルシカは1870年代から1940年代末頃まで、兵員、追放者、難民、囚人の輸送用として多く使用された。
1936年に2軸台車を備えたボギー有蓋車が登場すると、「テプルシカ」の名称は同様の改造を施されたボギー有蓋車にも適用された。ボギー有蓋車の改造車では、貨車の半室ごとにストーブが2基設置され、車内を3つのコンパートメントに分ける横向きの仕切りが設置される。ボギー有蓋車は現在でも演習時や展開時の兵員の輸送によく使用されている。
テプルシカが「ストルイピンワゴン」と呼ばれるシベリア入植者向けの車両や護送車と混同されることも多いが、これらの車両はテプルシカとは異なる。テプルシカは有蓋車の改造車であり、ストーブを取り外すだけで貨物輸送に使用できた。一方、ストルイピンワゴンや護送車は乗用に設計された車両であり、貨物輸送には適合していない。